# Plaza Mariscal José Ballivián
La plaza Mariscal José Ballivián, conocida simplemente como Plaza Principal, es una plaza ubicada al centro de la ciudad de Trinidad, en el departamento del Beni, Bolivia.

## Historia
La plaza fue inaugurada en 1856, lleva el nombre del mariscal José Ballivián Segurola, destacado militar y presidente de Bolivia entre 1841 y 1847. Ballivián es reconocido por su victoria en la Batalla de Ingavi en 1841 y por promover la integración de la región de Mojos al desarrollo nacional. Durante su gobierno, impulsó expediciones para explorar rutas fluviales hacia el Atlántico y elevó a los habitantes de Mojos a la categoría de ciudadanos bolivianos con plenos derechos.

## Características

### Ubicación
La plaza se encuentra en el centro de Trinidad, rodeada por las calles Germán Busch, Calle Nicolás Suárez, Calle Antonio Vaca Díez y Calle Joaquín de la Sierra. Al frente de la plaza se encuentra la Catedral de Trinidad.

### Vegetación
La plaza tiene en su interior altos árboles tropicales y exuberantes jardines, como palmeras y otra vegetación propia de la región.

### Monumentos

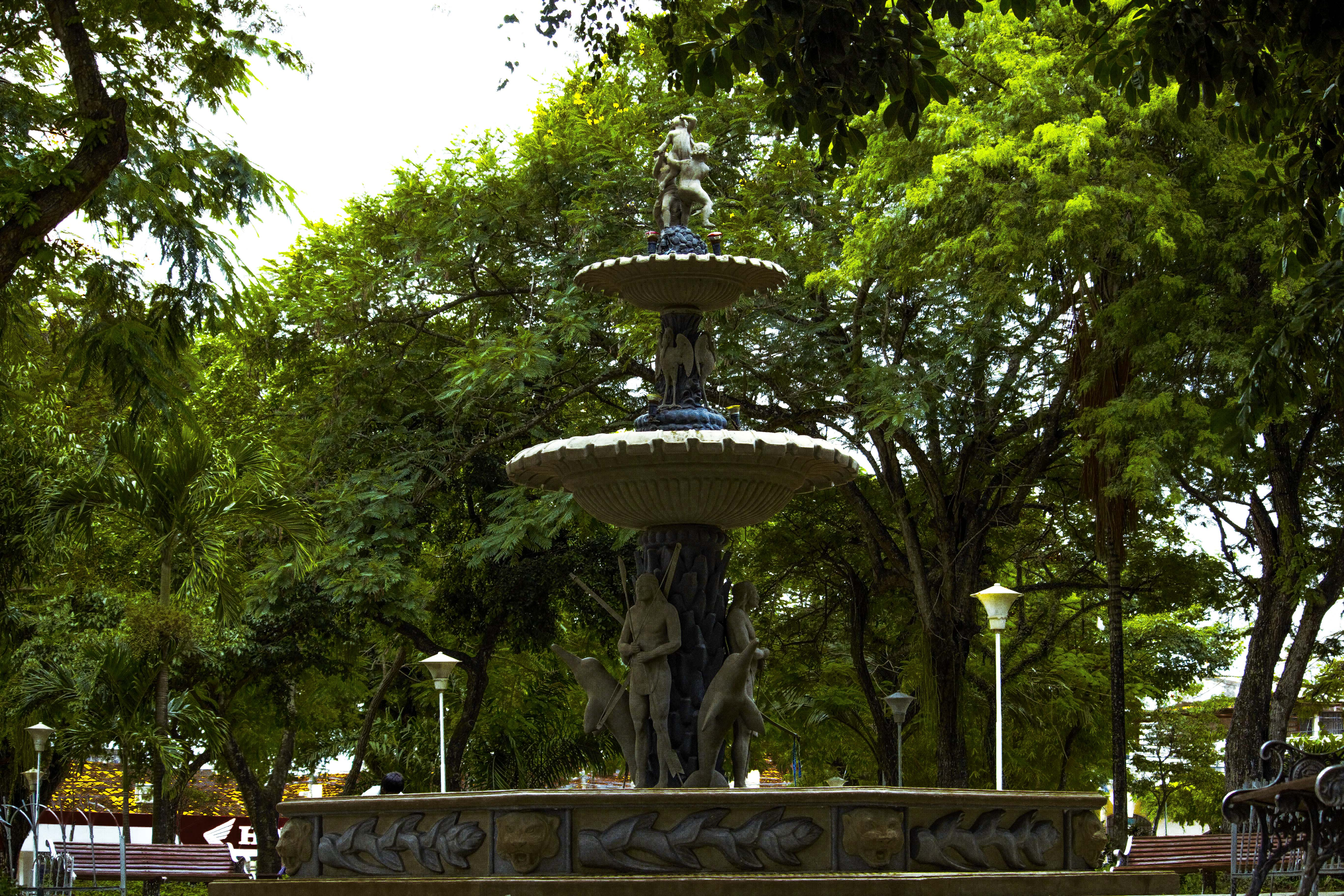
La fuente de agua ubicada al centro de la plaza.

En la plaza se encuentra un monumento en honor al mariscal José Ballivián Segurola, montado a caballo y apuntando con su espada hacia la catedral de Trinidad, al centro de la plaza se encuentra una fuente de agua, con monedas de oro dentro de ella.

### Remodelación
En abril de 2025, el alcalde de Trinidad, Cristhian Cámara, anunció un proyecto de remodelación integral de la plaza. Se planea mejorar la accesibilidad, renovar las áreas verdes y actualizar el mobiliario urbano utilizando materiales duraderos como granito y mármol.